# 科勒河畔圣皮埃尔
科勒河畔圣皮埃尔（法語：Saint-Pierre-de-Côle，法語發音：[sɛ̃ pjɛʁ də kol]），或纯音译作圣皮埃尔德科勒，是法国多尔多涅省的一个市镇，位于该省北部，属于农特龙区。

## 地理
科勒河畔圣皮埃尔（45°22'17"N, 0°47'32"E）面积19.85 平方千米，位于法国新阿基坦大区多爾多涅省，该省份为法国西南部内陆省份，是法國本土面积第三大的省，大致对应佩里戈尔地区，北起顺时针与夏朗德省、上维埃纳省、科雷兹省、洛特省、洛特-加龙省、吉倫特省和滨海夏朗德省接壤。
与科勒河畔圣皮埃尔接壤的市镇（或旧市镇、城区）包括：科勒河畔圣让、沃纳克、朗普祖尔、圣弗龙达朗、拉沙佩勒福谢、维拉尔。

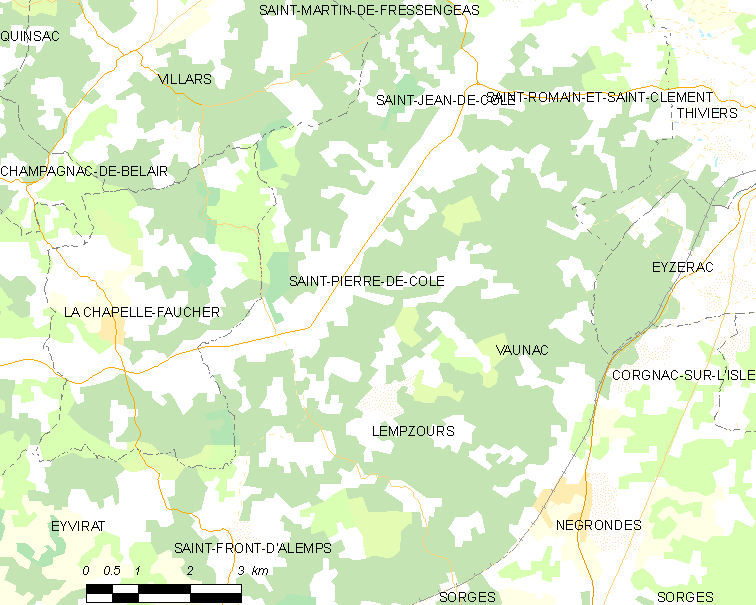
科勒河畔圣皮埃尔的OSM定位图

科勒河畔圣皮埃尔的时区为UTC+01:00、UTC+02:00（夏令时）。

## 行政
科勒河畔圣皮埃尔的邮政编码为24800，INSEE市镇编码为24485。

## 政治
科勒河畔圣皮埃尔所属的省级选区为蒂维耶县。

## 人口

1962-2008年间科勒河畔圣皮埃尔人口变化图示

科勒河畔圣皮埃尔于2022年1月1日时的人口数量为428人。